# Italo Clerici
Italo Clerici (* 23. August 1901 in Parma; † 3. Januar 1956 ebenda) war ein italienischer Theater- und Filmschauspieler.
Mit seinem Bruder Giulio war er einer der größten Vertreter des parmensischen Dialekttheaters.

## Leben
Italo Clerici war eines von acht Kindern des Maurers Clemente Clerici und seiner Frau Carolina Monti. Zu den wenigen Lichtblicken seiner schwierigen Kindheit gehörte, dass er zusammen mit seinem älteren Bruder Giulio Theateraufführungen beiwohnen durfte. Sie sollten den Grundstein für seine spätere Theaterleidenschaft und die seines Bruders bilden.
Ihr Theaterdebüt gaben die beiden Brüder 1926 in ihrer Heimatstadt Parma. Italo Clerici, der später auch alleine auftrat, bevorzugte Rollen, in denen er sich im parmensischen Dialekt ausdrücken konnte. Wie maßgeschneidert spielte er Charaktere in stark vom Lokalkolorit seiner Heimat geprägten Stücken. Seine Auftritte begeisterten nicht nur das Publikum, sondern überzeugten auch die Kritiker. Über die Grenzen seiner Heimatstadt hinaus, trat er erfolgreich mit seinem Bruder in Mailand, Rom, Turin und Genua auf. Neben dem Theater spielte er in Nebenrollen auch in einigen Filmen mit. Er stand bis kurz vor seinem Tode, bereits von einer Krankheit gezeichnet, auf der Bühne.

## Filmographie (Auswahl)
- 1950: I cadettti di Guascogna
- 1952: Don Camillo und Peppone (Le Petit monde de Don Camillo)